# 普赫海姆
普赫海姆（發音：[ˈpuːxˌhaɪm] ⓘ）是德国巴伐利亚州上巴伐利亚行政区菲斯滕费尔德布鲁克县的城市，面积12.24平方千米，2023年12月31日人口为21,410人。